# ALICE X
『ALICE X』（アリス・テン）は、1987年12月15日に、アリスがリリースした『ALICE IX 謀反』（1981年）以来、6年半ぶりとなる10枚目のオリジナル・アルバム。発売元はポリスター。

## 解説
アリスは谷村新司・堀内孝雄のソロ活動が活発となり、1981年11月7日に行われた後楽園球場の「アリス・ファイナル」をもって活動を停止したが、1987年に入り再始動した。
本作に先駆けシングル「BURAI」もリリースされた。
CDとLP、カセットテープが同時リリースされ、1992年と1994年にもCDが再リリースされている。
アルバム全曲の編曲を佐々木誠が担当。

## 収録曲
全作詞：谷村新司　全作曲：堀内孝雄（特記以外） 全編曲：佐々木誠
1. さよならD.J.(4分00秒)
2. BURAI(4分18秒)
3. アガサ(5分08秒)
  - 作曲：矢沢透
  - 「BURAI」のB面曲。
4. 平凡(4分05秒)
5. テーブルという名の海(5分48秒)
  - 作曲：矢沢透
6. 4月の魚(3分56秒)
  - 作曲：矢沢透
  - 「平凡 （ニュー・ヴァージョン）」のB面曲。
7. 穏やかな月(4分00秒)
8. 心の場所(4分08秒)
9. 19の時(4分53秒)
  - 作曲：矢沢透
10. セントエルモスの火(6分11秒)
  - 作曲：谷村新司